# 平塚城
平塚城（ひらつかじょう）は、武蔵国豊嶋郡（東京都北区）にあった日本の城。別名は豊島城。

## 歴史
「平塚明神并別当城官寺縁起絵巻」によれば豊嶋郡の郡衙があった場所に平安時代に豊島近義が築城したと伝えられる。後三年の役の帰路に源義家、義光、義綱の兄弟がこの館に逗留し、手厚いもてなしに感謝した義家は鎧一領と十一面観音像を下賜した。後に、この鎧を城の守り本尊として埋めて塚を築いた。これを鎧塚（甲冑塚）という。また、この塚が高くなく、平たかったことから「平塚」の地名が生まれた、ともされている（しかし、実際には銀環が出土しており、塚は上古の古墳であった可能性が高い）。平塚神社は豊島氏が義家、義綱、義光の徳を慕って三人の宿泊の地に社を営み、影像を奉祀したことが起源とされており、このことから社は昔「平塚三所大明神」と呼ばれていた。甲冑の下賜は単なる伝説であるが、隣接地からは当時の奥州に通ずる道の跡が発見されており、そのため近年では「三人の宿泊自体は十分に有り得たのではないか」とも考えられている（シンポジウム『豊島氏とその時代』、葛城明彦『決戦』ほか）。なお、『桓武平氏諸流系図』には豊島清元の弟として「平塚入道」、後年の『豊島名字之書立』には「平塚豊後」の名が記載されているが、これらの人物と平塚城との関係は明らかではない。
室町時代中期頃に豊島氏は石神井城（東京都練馬区）を築いて本拠とし、練馬城・平塚城はその支城となった（ただし、平塚城については「豊島氏が西方に拠点を移して以降、滅亡直前に至るまで機能していなかった」とする説もある）。なお、近年までは「室町時代の文明年間頃の城主は豊島氏当主泰経の弟の泰明」とするのが通説であったが、現在は研究者の間でも「不明」とされている（「泰経」「泰明」の名も、当時の史料には「勘解由左衛門尉」「平右衛門尉」との官途名の記述しかないため、実際そう呼ばれていたか否かは不明である）。文明8年（1476年）、泰経・泰明兄弟は長尾景春に呼応して関東管領上杉氏に反旗を翻し、石神井城、および練馬城（東京都練馬区）で挙兵した（長尾景春の乱）。文明9年（1477年）4月13日、江戸城主太田道灌は泰明の立て籠もる練馬城に矢を撃ち込み、近辺に放火して引き上げた（なお、近年まで道灌が最初に攻めた城は「平塚城」とされていたが、現在は黒田基樹・齋藤慎一・則竹雄一・西股総生・伊禮正雄・葛城明彦・八巻孝夫・齋藤秀夫らの支持により「練馬城」が新たな通説となっている）。これを見た泰明は、泰経に連絡を取り全軍で出撃し、道灌の後を追った。さらにその知らせを受けた道灌も引き返し、豊島方を迎え撃ったため、両軍は江古田原で合戦となった（（「江古田原の戦い」または「江古田原・沼袋の戦い」）。結果として、豊島方は泰明が討ち死にするなど惨敗を喫し、生き残った泰経と他の兵は石神井城に向けて敗走した（この戦いについては「道灌が少数で挑発行為を行い、豊島方を平場におびき出したもの」とする説が有力である）。その後、14日に道灌は石神井城近くの愛宕山（現・早稲田高等学院付近）に陣を張り石神井城と対峙、18日になってからは一旦和平交渉が結ばれた。しかし、豊島氏側が条件であった「城の破却」を実行しなかったことから、21日（または28日）に道灌は攻撃を再開、外城を攻め落としたため、泰経は同日夜に城を捨て逃亡した。翌文明10年（1478年）1月に泰経は平塚城で再挙するが、同月25日に再び道灌が攻撃に向かったため、またしても戦わずして逃亡、以後は行方不明となった。これにより豊島氏本宗家は滅亡、平塚城もその後使用されることなく廃城となった。
江戸時代にはいって将軍徳川家光の頃に神社は針医山川城官貞久によって再興され、家光から寺領50石の寄進を受けた。

## 遺構
平塚城の所在地は江戸時代の地誌『新編武蔵風土記稿』でも「今其所在定カナラズ」されており、「平塚神社（東京都北区上中里）周辺の台地」と推定されていたものの、永く不明となっていた。しかし、近年周辺における発掘調査で城に関連する遺構が多数発見され始め、その実態は次第に明らかとなりつつある。
まず、神社より本郷通りを隔てた南西側向かいからは、14世紀代のものと思われる幅20メートル以上の切岸（虎口形態をとる）・径8メートルの井戸・道路状遺構・土間状遺構・区画溝・柵列の跡や墓壙群（15世紀後半）などが発見され、多数の人骨・馬骨・24点の板碑・宝篋印塔・五輪塔・瀬戸や美濃、常滑など陶器類・カワラケ・銭貨・和鏡・鉄製杏葉轡などが出土した。さらに、平塚神社より西北400mにある七社神社から本郷通り越えた南側地点では切岸、篝火の跡（北区教育委員会は「敵の夜襲に備えたもの」との見解を示している）などが確認され、神社北側からは竪堀と二間×二間の井楼櫓の跡も検出された。北東の台地縁辺にも竪堀が構築されており、東脇の前面に板張りのテラスを設けた跡、崖線に沿っては犬走り状の平場が見つかり、竪堀はこの犬走りと連結して出入り口の役割を果たしていたものと推測された。
平塚神社には元禄5年（1692年）に作成された神社とこれを開基した豊島氏の歴史を描く絵巻（「平塚明神并別当城官寺縁起絵巻」）が残され北区指定有形文化財に指定されている。
平塚神社の場所はJR京浜東北線上中里駅の南側台地上。駅から「蝉坂」を登って50mほどの右側に神社に通じる階段がある。

## 城周辺に残る伝承・地名
平塚神社付近には、かつて「角櫓」「外輪橋」などの小名があったとされ、また神社東側にある「蝉坂」の名は、道灌が攻め上った「攻め坂」から転訛したものとも言われている（『新編武蔵風土記稿』『東京府志料』）。そのほか、「二町ばかり東」、または現在の農林水産政策研究所内には「勝坂」と呼ばれる坂があって、地元では「道灌は蝉坂から攻め上って勝坂より凱旋した」と伝えられていたという（高橋源一郎『武蔵野歴史地理』）。

## 一部通説の変化
近年、これまでの「通説」の一部が、史料の再検討により否定され始めている。以前の通説は、『太田道灌状』と『鎌倉大草紙』の記述を合わせて作られていたが、「『大草紙』の豊島氏関連記事は、後年『道灌状』を下敷きに、作者本人の解釈や想像、伝え聞きなどを付け加えて書いたものであり、信用性に欠ける」として、史家が採用しなくなったためである。
- 道灌が最初に攻めた豊島方の城は『平塚城』→『練馬城』

以前の通説は『太田道灌状』の「自江戸打出豊島平右衛門尉要害致矢入近辺令放火」と『鎌倉大草紙』の「江戸より打ち出で、豊島平右衛門尉が平塚の城を取巻外を放火」という記事を合わせたものとなっていたが、現在同説を採っている研究者はほとんどいない。主な理由は以下の通りである。
①『太田道灌状』では、道灌が最初に攻めた城については「平右衛門尉要害」となっているだけで、これが「平塚城」である、とはどこにも記されていない。 ②「平右衛門尉の城（要害）」は、道灌が石神井方向から自軍を追ってきた豊島方に対して「馬を返して（引き返して）」江古田原で迎え撃った、との記述が出てくることを考えれば石神井城と同方向にある「練馬城」とすべきである（『道灌状』の「兄勘解由左衛門尉相供石神井・練馬城自両城打出」も、通説のように「兄の勘解由左衛門尉が石神井城・練馬城の両城から兵を率いて攻撃に向かった」のではなく、「石神井城の兄・勘解由左衛門尉が、練馬城の弟・平右衛門尉と共に自城から出撃した」と解釈するのが妥当）。 ③弟の平右衛門尉は江古田原で戦死しているが、「平塚城から出撃した」との記述がないにも関わらず戦闘に加わっている点をみても、平右衛門尉と従兵は練馬城より出兵したとみるのが自然である。 ④平塚城近くにある豊島氏ゆかりの寺「清光寺」には同時期「荒廃していた」との寺伝が残されていることからも、豊島一族はその頃すでに拠点の中心を西方に移していた、と考えるべきである。 ⑤『道灌状』には翌文明10年（1478年）1月に勘解由左衛門尉が「平塚と申すところに対城こしらえ」と記されており、前年の段階ではまだ平塚城は戦闘用の城郭ではなかった、と考えられる。 ⑥道灌が最初に平塚城を攻めているのならば、翌年になって「平塚と申す所」という、あたかも初めて名前を出すかのような表現をするのは不自然である。 ⑦道灌が江古田原合戦後、練馬城を無視して石神井城の攻撃に向かったことについても、「練馬城主・平右衛門尉が江古田原で戦死し、豊島方は練馬城の兵も含めて全て石神井城へ逃げ込んだため」と考えれば説明が付く。 ⑧時間・距離・方向の点で前半と後半の記述が整合しない。道灌が最初に攻めた城が「平塚城」であれば、石神井城からの救援が到着するまでに道灌は江戸城に戻ってしまっているはずである。道灌が平塚城から「V字型」に進軍するというのも不自然。
- 「最後に泰経（勘解由左衛門尉）は丸子城（神奈川県川崎市）からさらに小机城（神奈川県横浜市）に逃亡」→「足立方面からさらに北に逃げ、以後は行方不明」

以前の通説では上記前者のようになっていたが、現在はこれも複数の研究者によって否定されている。主な理由は以下の通りである。
- (1)「泰経（勘解由左衛門尉）が丸子城（現・神奈川県川崎市）からさらに小机城（現・神奈川県横浜市）に逃亡した」との記述は『道灌状』に無く、後世『道灌状』を下敷きに書かれた『鎌倉大草紙』にしか記されていない。『道灌状』には、「泰経を足立まで追いかけたが、遥か遠くへ逃げ去ってしまったので、諦めてその晩江戸城に戻った。翌朝、川崎の丸子に陣を張り丸子城を攻撃したところ、敵は小机城に逃げてしまったので、そのまま追いかけ陣を張った」となっているだけで、丸子城からさらに小机城に逃げ込んだのが豊島氏である、とはどこにも記されていない（伊禮正雄・葛城明彦は、これを「『鎌倉大草紙』作者の速読による誤解」としている）。
- (2)足立（＝足立郡：現足立区～埼玉県南東部）から遥か北～北東方向へ逃亡した泰経が翌朝川崎（現・神奈川県）の丸子城に現れるはずがない。
- (3)豊島氏は足利成氏の宿老・梁田持助の指示に従って戦っていることからみれば、古河を目指して逃亡したと考えるのが自然である（石神井落城以降、約９か月潜伏していた先も古河である可能性が高い）。
- (4)泰経が、道灌と同盟関係にある吉良氏の領地・世田谷付近を通り抜けて丸子城に向かうことはほぼ不可能である。
- (5)道灌は『道灌状』の中で「足立郡（現・足立区～埼玉県南東部）まで泰経を追ったが、遥か遠くへ逃げのびてしまったので夜になって江戸に帰城した」と記している。道灌がその時点で追跡を諦めているのは明らかである。
- (6)『鎌倉大草紙』にある通り「豊島氏が丸子城まで逃げた」のだとすれば、道灌配下の誰かが諦めずに、豊島氏がどこかでUターンをして現・川崎市まで逃げるのを追い続けたことになる。足立郡（埼玉県南東部）方面まで追跡し（道灌が夜に江戸帰城していることから考えれば、明け方から昼頃まで追跡を行ったと考えられる）、さらにそこから丸子まで追ったとすれば、移動距離は推定60～70キロ。道灌軍はこの日の明け方に膝折（埼玉県朝霞市）から平塚城を攻めに行っているが、その距離も20キロ余り。また、道灌が翌朝「丸子城攻め」のため出撃していることからみれば、丸子城に豊島氏が入城したのを確認して、明け方までに江戸城の道灌に報告していなければならないが、丸子城～江戸城間の距離も20キロ余り。したがって、この時丸子城に籠もっていたのが豊島氏だとすれば、道灌配下のその武将は半分真っ暗闇（冬場）の中を1日で100キロ以上移動したことになる。これは物理的にも完全に不可能である。
- (7)『道灌状』では「翌朝丸子に張陣候。御敵に向かい差し寄せ候の処…」とあるが、道灌が格下の豊島氏に対し「御敵」と記すことはありえない。